# Les Élus
Les Élus (titre original en suédois : De utvalda) est un roman de l'écrivain suédois Steve Sem-Sandberg paru originellement en 2014 et en français le 18 août 2016 aux éditions Robert-Laffont. Il reçoit le prix Médicis étranger le 2 novembre 2016,.
Le roman traite de l'« Euthanasie » des enfants sous le Troisième Reich sous les ordres de Philipp Bouhler (depuis Berlin) et orchestrée par docteur Heinrich Gross à la clinique Am Spiegelgrund de Vienne en Autriche. Le titre renvoie à une forme de sélection eugéniste, validée par une circulaire tenue secrète, l'Aktion Brandt (de) faisant suite de l'Aktion T4.

## Résumé
Le texte se présente comme une enquête historique sur l'euthanasie des enfants sous le Troisième Reich (Aktion Brandt (de), après la fin théorique de l'Aktion T4 (1939-1941)), uniquement pour l'établissement Spiegelgrund à Steinhof, à Penzing (Vienne) en Autriche, où 800 enfants environ ont été médicalement éliminés entre 1941 et 1944.
Tous les enfants présentant des malformations, difformités ou tares en tout genre, sont éliminés sur l'avis des autorités médicales berlinoises, par injections d'analgésiques, de phénobarbital (Luminal) ou de soufre.
Quelques patients survivants et les minutes des procès fournissent la plupart des renseignements nécessaires pour reconstituer la vie et la survie dans cet établissement viennois à la fin de la guerre, avant l'arrivée des troupes russes, puis des armées alliées.

## Personnages
Le récit se concentre sur un nombre restreint de personnages et personnes réelles :
- médecins : Erwin Jekelius, Marianne Türk, Ernst Illing, Margarethe Hübsch, Hans Krenek, Helene Jokl, Edeltrud Baar, Heinrich Gross...
- infirmières (et aides-soignantes) : Anna Katschenka, Klara Bertha, Hedwig Blei, Hilde Mayer, Cläre Kleinschmittger, Erna Storch, Emilie Kragulj, Edna Blok, Sikora, Bohlenrath, Mutsch, Demeter, Marie Frank,
- et autres adultes de l'institution, comme Frau Rohbach, Magister Hackl, Marie Kölbl au secrétariat,
- patients : Adrian Ziegler, Sophie Althoffer, Pawel Zavlacky, Karl Pototschnik, Pelikan, Julius Tecker, Jockerl, Hannes Neubauer, Felix Keuschnig, Otto Semmler, Jakob Nausedas, Walter Schiebeler (l'Éternel Insatisfait), Gertrude Klein, Marie Tomek...

## Éditions
- Éditions Robert-Laffont[3], 2016  (ISBN 978-2221146354)
- (sv) De utvalda, Albert Bonniers förlag[4], 2014  (ISBN 9789100135867).